# Walter Balz
Walter Balz (* 24. Juli 1910 in Stuttgart; † 29. März 1990 in Tuttlingen) war ein baden-württembergischer Kommunalpolitiker (SPD und FDP) und von 1951 bis 1980 Bürgermeister beziehungsweise Oberbürgermeister der Stadt Tuttlingen.
Balz wurde als Sohn eines Bankbeamten geboren und wuchs in Stuttgart auf, wo er 1929 an der Friedrich-Eugen-Oberrealschule das Abitur bestand. Im Anschluss begann er ein Studium der Rechtswissenschaften und der Volkswirtschaftslehre an der Eberhard-Karls-Universität Tübingen, das er 1934 mit der Ersten Juristischen Staatsprüfung und der Großen Juristischen Staatsprüfung abschloss. Während seines Studiums wurde er Mitglied musischen Studentenverbindung AMV Stochdorphia Tübingen im SV. Von September 1939 bis Mai 1945 kämpfte Balz als Wehrmachtsangehöriger im Zweiten Weltkrieg und geriet bei Kriegsende in Gefangenschaft. Von Februar 1946 bis Februar 1951 arbeitete er beim Landkreis Balingen, wo er zuletzt ständiger Vertreter von Landrat Friedrich Roemer war.
Im Januar 1951 kandidierte Balz als Bürgermeister in Tuttlingen und setzte sich mit 57 Prozent der abgegebenen Stimmen im ersten Wahlgang gegen drei Mitbewerber durch. Durch die Erhebung Tuttlingens zur Großen Kreisstadt 1952 erhielt Balz die Amtsbezeichnung „Oberbürgermeister“. Im Januar 1957 wurde Balz mit 73 Prozent der abgegebenen Stimmen wiedergewählt. 1969 wurde er mit 98 Prozent für weitere zwölf Jahre im Amt bestätigt, schied 1980 jedoch vorzeitig aus dem Amt aus. Sein Nachfolger wurde der CDU-Politiker Heinz-Jürgen Koloczek.
In Balz' Amtszeit fiel 1973 die Eingemeindung der ehemals selbständigen Gemeinden Möhringen an der Donau, Nendingen und Eßlingen nach Tuttlingen und der damit verbundene Bevölkerungsanstieg der Stadt Tuttlingen.
Walter Balz war von 1951 bis 1973 sowie von 1979 bis 1989 Mitglied des Kreistags des Landkreises Tuttlingen. Er war ebenfalls Mitglied im Finanzausschuss des Deutschen Städtetags und des Städtetags Baden-Württemberg.